# Fortingall
Fortingall is een dorp aan het oostelijke einde van de Schotse vallei Glen Lyon in het district Perth and Kinross.
Fortingall is bekend om zijn venijnboom. Ten zuiden van het dorpje staat de Càrn na Marbh, een steen die de plaats markeert waar men tijdens de 14e eeuw slachtoffers van de Zwarte Dood begroef.
De huidige kerk is in het begin van de 20e eeuw gebouwd en staat op een vroegchristelijke site, hoogstwaarschijnlijk uit de 8e eeuw. Deze plaats is verbonden met een bisschop van Iona die hier een klooster stichtte.

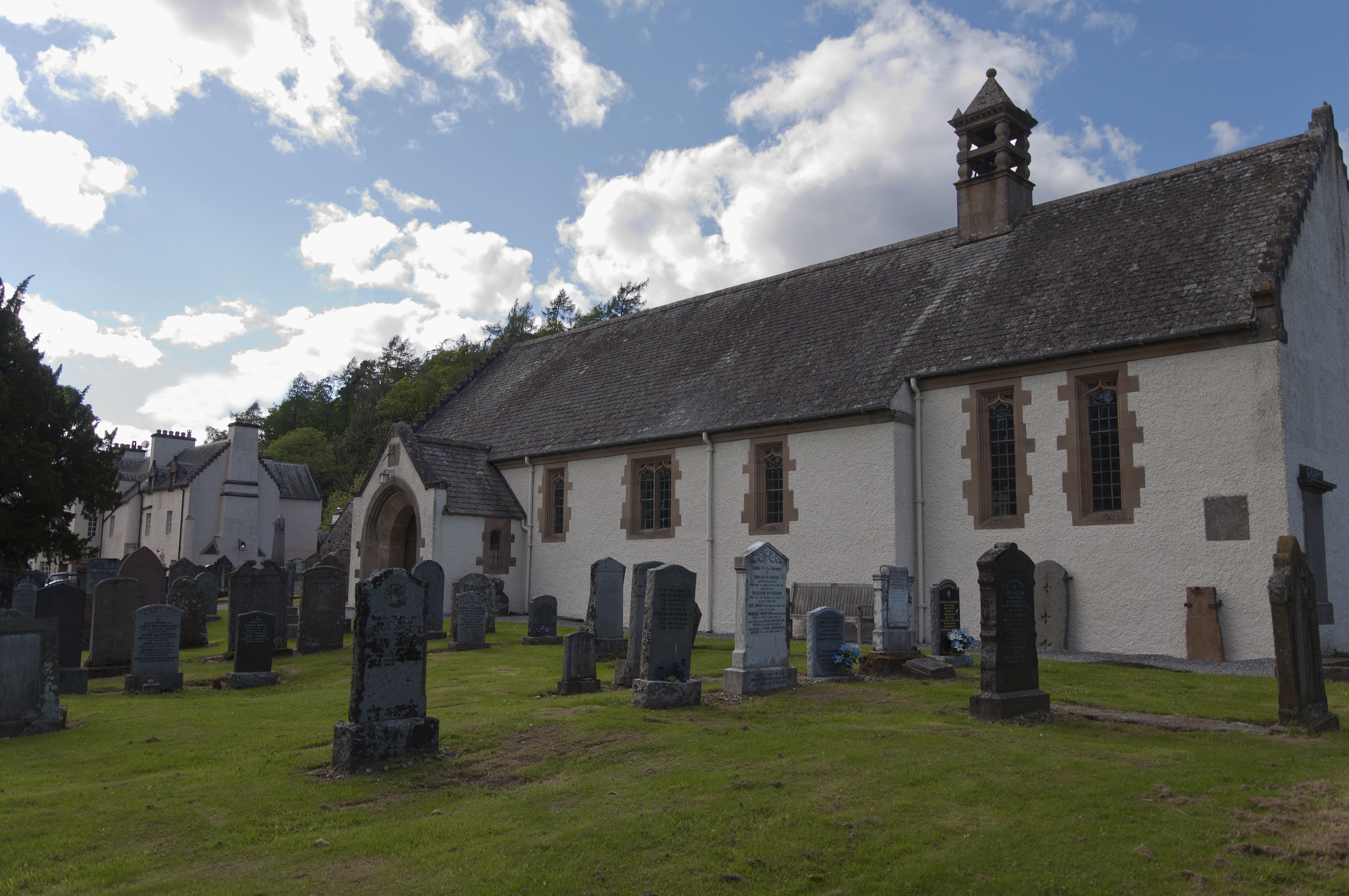
De kerk van Fortingall
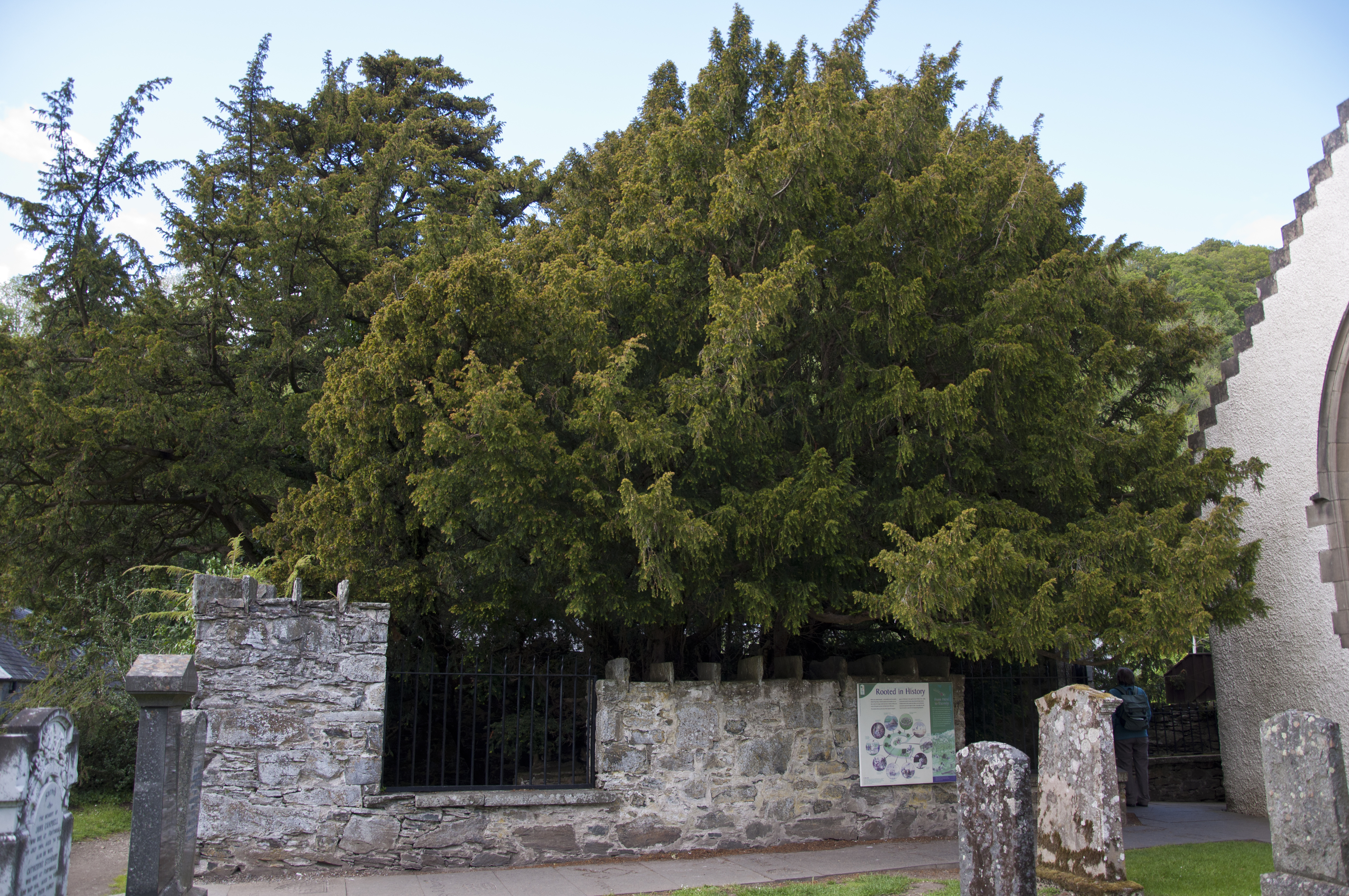
De ommuurde venijnboom op het kerkhof van Fortingall